# Ben Stom

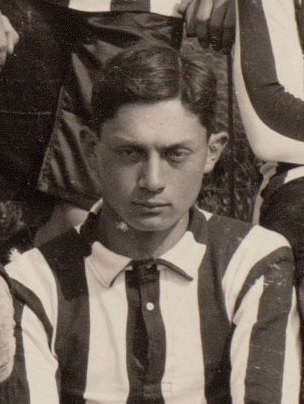
Stom in 1907

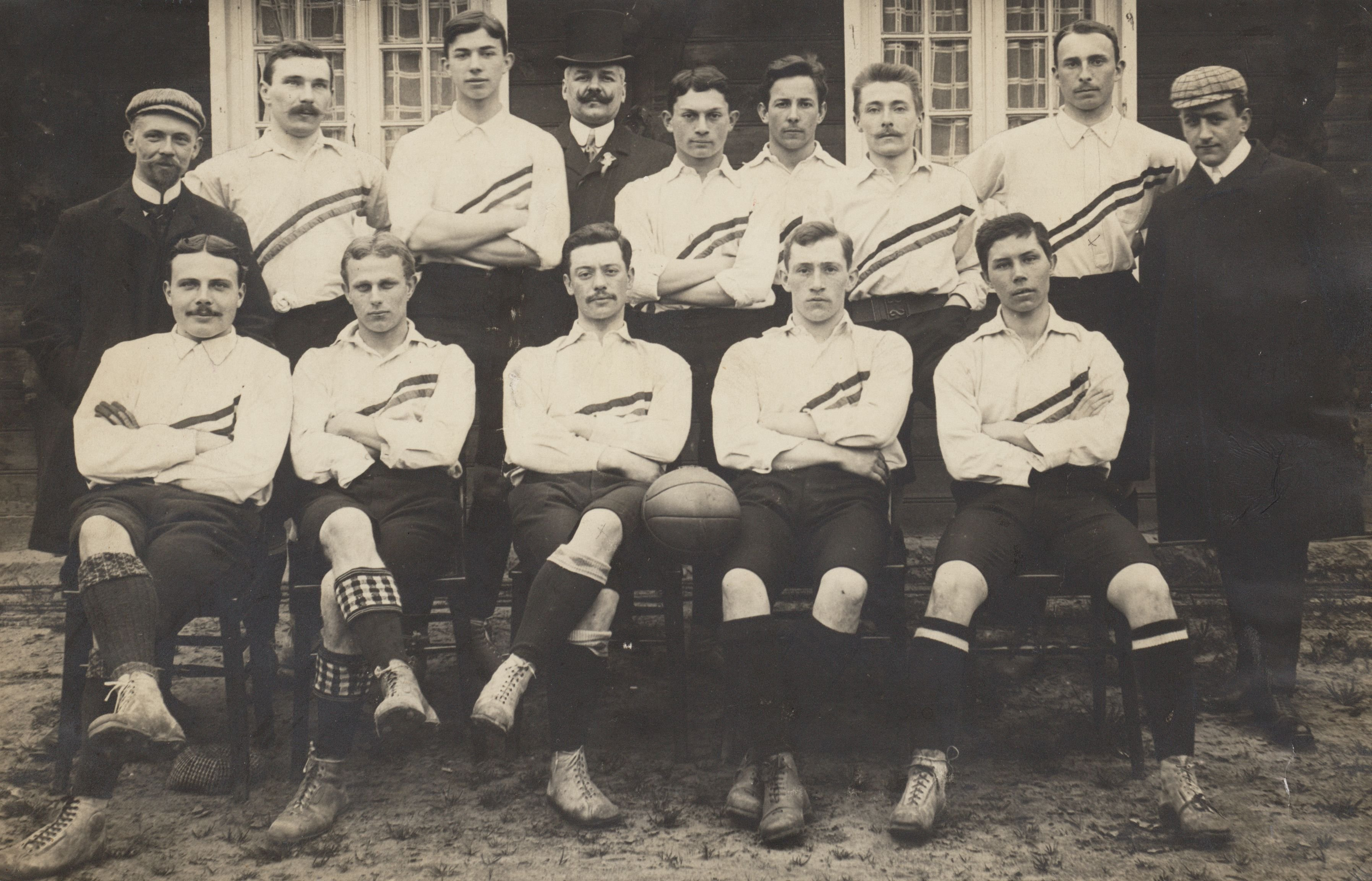
Nederlands voetbalelftal voor de eerste interland tegen België op 30 april 1905. Stom achterste rij, vijfde van links

Bertus (Ben) Stom (Malang, 13 oktober 1886 – Den Haag, 18 augustus 1965) was een Nederlands militair in het KNIL en voetballer.
Zijn vader was een Nederlandse KNIL-soldaat en zijn moeder een Balinese. Hij kwam op jonge leeftijd naar Nederland en groeide op in Apeldoorn. Op zijn achttiende ging hij naar de Cadettenschool in Alkmaar en deed vervolgens de kaderopleiding voor het Koninklijk Nederlandsch-Indisch Leger aan de Koninklijke Militaire Academie in Breda.
Stom kwam als verdediger uit voor CVV Velocitas (1904-1907) uit Breda en HFC (1907-1908) uit Haarlem en speelde tussen 1905 en 1908 in totaal negen wedstrijden voor het Nederlands voetbalelftal. Hij scoorde als eerste Nederlandse international een eigen doelpunt in de eerste interland België - Nederland.
In april 1908 ging hij naar Nederlands-Indië waar hij 2e luitenant werd bij de infanterie bij het 10e bataljon. Hij speelde daar in Batavia voor Oliveo. Begin 1910 werd Stom overgeplaatst naar het garnizoensbataljon in Palembeng. Begin 1911 werd hij overgeplaatst naar Toboali. Als 1e luitenant keerde hij eind 1911 hij terug naar Nederland. In 1912 was Stom een van de oprichters van de Javaanse voetbalbond. In 1913 ging hij van het Ordonnans-wielrijders naar het 20e bataljon. In 1914 werd hij overgeplaatst naar Poerworedjo en nam hij afscheid als voetballer van Oliveo en als bestuurder van de Bataafse voetbalbond. In 1916 werd hij benoemd tot bataljonsadjudant en later dat jaar ging hij op buitenlands verlof.
In 1918 speelde Stom voetbal bij HVV. Hij volgde een opleiding tot vlieger op Soesterberg. In 1919 maakte hij bij Laren een noodlanding waarbij hij lichtgewond raakte. Eind 1919 werd hij bevorderd tot kapitein. Begin 1920 keerde Stom terug naar Nederlands-Indië en werd gestationeerd op Atjeh. Als vlieger maakte Stom verschillende verkenningsvluchten In 1922 was Stom vluchtcommandant. Eind 1922 brak hij bij een vliegongeluk zijn arm. Ook in april 1923 had hij een ongeval waarbij hij niet gewond raakte. Per 1 september 1924 werd Stom benoemd tot instructeur commandant van de vliegschool te Kalidjati. In november 1925 maakte hij bij een nachtvlucht een harde landing. In 1926 won hij de Jaarbeursbeker in het tennis.
Medio 1926 kreeg hij eervol ontslag bij de vliegschool en keerde terug bij de infanterie bij het 14e bataljon in Buitenzorg. Daar was hij bestuurslid van de hippische sportvereniging. In 1927 speelde Stom tennis om de Java kampioenschappen. In mei 1929 ging hij voor elf maanden op verlof naar Nederland. Bij terugkomst werd hij commandant van het 1e depot bataljon in Bandoeng. Per 2 juni 1931 werd hij bevorderd tot luitenant-kolonel. Eind mei 1933 raakte Stom zwaargewond bij een auto-ongeluk bij Kalossi waarbij ook twee doden vielen. Stom kreeg hierna eervol ontslag en keerde in 1934 terug naar Nederland.
In 1935 werd hij genoemd voor de post van directeur van Stadion Feyenoord. In 1938 werd hij geïnterviewd over de reis van het Nederlands-Indisch voetbalelftal naar Nederland en de deelname aan het wereldkampioenschap voetbal 1938. In april 1940 hielp hij bij bluswerkzaamheden na een gasontploffing in zijn woonplaats Den Haag. In november 1947 werd Stom tot vier jaar gevangenisstraf minus voorarrest veroordeeld en voor tien jaar uit het kiesrecht gezet omdat hij in 1944 lid geworden was bij de hulplandwacht als commandant van het Bahnschutzcommando. Hem werd, als oud militair, vooral het lidmaatschap hiervan kwalijk genomen. Over zijn acties in deze periode werden geen klachten gerapporteerd.
Zijn vader was officier in het KNIL. Stom was tweemaal gehuwd. In 1908 huwde hij Irmgard Friederike Wilhelmine Martini met wie hij een jaar later een dochter kreeg. In 1925 trouwde hij met Ferdinande Pauline Victorine (Nanny) Ball (1906-1971), een halfzus van Beb Bakhuijs, met wie hij drie dochters kreeg waaronder de bekende danseres Mascha Stom.